# Association Sportive Sigui Kayes
L'Association Sportive Sigui Kayes és un club malià de futbol de la ciutat de Kayes.
La seva millor actuació a la lliga fou una tercera plaça la temporada 1991-92. Al final de la temporada 2006-07 descendí de primera divisió a segona divisió.
Els seus colors són el groc i el verd.

## Palmarès
- Copa maliana de futbol:[4]
  - 1987